# 인디애나 인배더즈
인디애나 인배더즈는 USL 프리미어 디벨로프먼트 리그 그레이트 레이크 디비전에 소속된 축구팀으로 성적은 중상위권이다.

## 선수 명단

### 역대
- 저스틴 머로우(2007)
- 다케다 히데아키(2011)
- 사토 미노리(2010)